# アンダルス

イスラム王朝の拡大
ムハンマド：622年–632年
正統カリフ時代：632年–661年
ウマイヤ朝：661年–750年

750年のイベリア半島

1000年頃のイベリア半島

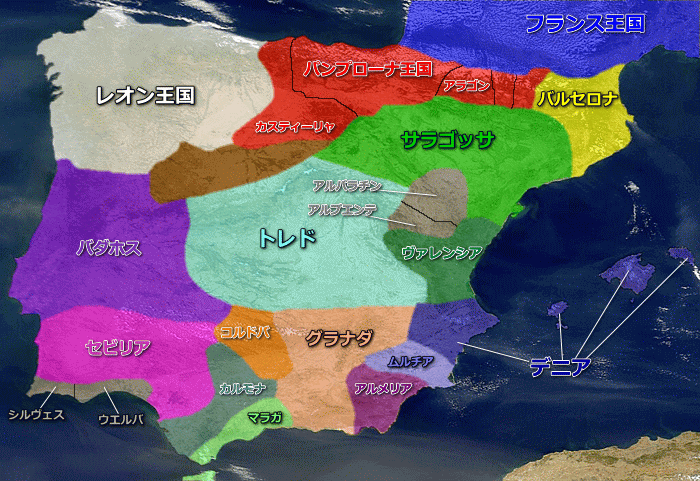
1031年のイベリア半島

アル＝アンダルス（スペイン語: Al-Ándalus、アラビア語: الأندلس、al-ʾandalus）は、アラビア語によるイベリア半島の名称であり、711年の征服以降は半島内のイスラム支配地域を意味するようになった。その最大の地理的範囲では、その領土は半島のほとんどと現在の南フランスの一部、セプティマニア（8世紀）を占め、ほぼ1世紀（9世紀 - 10世紀）の間、イタリアと西ヨーロッパに接続するアルプスの峠の上にフラクシネからその支配を拡大した。名前はより具体的には711年から1492年の間の様々な時期にこれらの領土を制御する異なるアラブ人またはベルベル人の国家を説明するが、境界線はキリスト教のレコンキスタが進行するにつれて絶えず変化し、最終的には南に縮小し、グラナダ王国の属国になった。
ウマイヤ朝によるヒスパニアの征服の後、当時のアル・アンダルスは、現在のアンダルシア、ポルトガルとガリシア、カスティーリャとレオン、ナバラ、アラゴン、カタルーニャ、オクシタニーのラングドック＝ルシヨン地域に対応する5つの行政単位に分割された。ワリード1世（711年 - 750年）によって開始されたウマイヤ朝の州は継承されてコルドバ王国（750年 - 929年）、後ウマイヤ朝（929年 - 1031年）、コルドバのタイファ（後継者）王国（1009年 - 1110年）、ムラービト朝（1085年 - 1145年）、第二次タイファ時代（1140年 - 1203年）、ムワッヒド朝（1147年 - 1238年）、第三次タイファ時代（1232年 - 1287年）、そして最終的にはグラナダのナスル朝首長国（1238年 - 1492年）の構成州となった。
コルドバのカリフの下では、アル・アンダルスは学問の道標となり、ヨーロッパ最大の都市コルドバは、地中海盆地、ヨーロッパ、イスラム世界の主要な文化・経済の中心地の一つとなった。三角法（ゲベル）、天文学（アルザチェル）、外科学（アブルカシス・アル・ザフラウィ）、薬理学（アベンゾワール）、農学（イブン・バサルとイブン・アルアッワーム）など、イスラムと西洋の科学を発展させた業績はアル・アンダルスからもたらされた。アル・アンダルスは、ヨーロッパと地中海周辺の土地のための主要な教育の中心地となり、イスラム世界とキリスト教世界の間の文化的・科学的な交流のための導管となった。
タイファ王国の支配下では、イスラム教徒とキリスト教徒の間で文化的な交流や協力が盛んになった。キリスト教徒とユダヤ人は、彼らの宗教を実践する上で内部の自治権を提供し、イスラム教徒の支配者によって保護の同じレベルを提供した見返りに国家にジズヤと呼ばれる特別な税を払っていた。ジズヤは単なる税金であるだけでなく、従属の象徴的な表現でもあった。
その歴史の多くの間、アル・アンダルスは北のキリスト教王国と対立していた。ウマイヤドのカリフの秋の後、アル・アンダルスは小さな国家と公国に細分化された。一方、アルフォンソ6世のもとでカスティーリャ人に率いられたキリスト教徒からの攻撃が激化した。ムラービト朝は、この地域へのキリスト教徒の攻撃に介入して撃退し、弱小なアンダルシアのイスラム教徒の王子たちを退け、アル＝アンダルシアをベルベル人の直接支配下に置いた。次の世紀半には、アル・アンダルスは、マラケシュに本拠地を置くムラービト朝とムワッヒド朝のベルベル人イスラム帝国の州となった。
最終的には、イベリア半島北部のキリスト教王国が南部のイスラム教国家を圧倒した。1085年、アルフォンソ6世がトレドを占領したことで、イスラム教徒の勢力は徐々に衰退していった。1236年にコルドバが陥落すると、南部の大部分はすぐにキリスト教の支配下に入り、グラナダ王国は2年後にカスティーリャ王国の属国となった。1249年、ポルトガルのレコンキスタは、アフォンソ3世によるアルガルヴェの征服で最高潮に達し、グラナダはイベリア半島で最後のイスラム教国家となった。最後に、1492年1月2日にムハンマド11世がカスティーリャ女王イサベル1世に降伏し、半島のレコンキスタは完了した。

## 語源
ゲルマン人の一派ヴァンダル人（アラビア語 アル＝アンダリーシュ）の名前が訛って変化したものと考えられているほか、アトランティスに由来する、あるいは西ゴート族に割り当てられた土地等諸説ある。

## 歴史

### イスラームのイベリア半島上陸
ムスリムによるイベリア半島の征服活動は711年にウマイヤ朝アラブ人のイフリーキヤ（北アフリカ）総督ムーサー・ブン・ヌサイルの部下ベルベル人ターリク・ブン・ジヤードが7000人のベルベル人兵士からなる軍を率いてジブラルタルに上陸し、その後すぐに5,000人の追加派遣がなされ総勢12,000人の軍が侵攻したことから開始された。さらに翌年、総督ムーサー自らアラブ人兵士10,000の軍を率い侵攻した。これらのイスラーム軍により西ゴート王国が滅ぼされ、714年にはイベリア半島ほぼ全域がその支配下となった。
713年夏にムーサーはカリフの承認なしに行動したとして非難され、ワリード1世によりダマスカスへ召還命令が出されたので、西ゴート王国の王侯400人と奴隷、財宝を伴って帰還の途についた。715年2月にダマスカスに到着したものの、非は咎められずに凱旋として遇され、カリフによる祝宴が催された。
ムーサーが召還命令を受けたとき、アンダルスは彼の第2子アブドゥルアズィーズに委ねられ、後にアブドゥルアズィーズは初代アンダルス総督に任じられたものの、716年に暗殺された。アブドゥルアズィーズは総督の官邸をイシビーリーヤ（後のセビリア）に置いたが、6代目のアンダルス総督サムフ・ブン・マーリク・ハウラーニーはこれをコルドバに移し、後ウマイヤ朝に続くこととなった。
中東と異なりイベリア半島においては、アラブ人、ベルベル人兵士は軍営都市（ミスル）に集住せずに農村地帯に散らばった。このときの入植地は、ウマイヤ朝支配層のアラブ人がアンダルス南部の肥沃な地帯であったのに対し、ベルベル人は北部辺境あるいは山岳地帯であった。

### 後ウマイヤ朝以後
アンダルスの対岸であるマグリブで強勢を誇ったムラービト朝、ムワッヒド朝、マリーン朝の君主たちは、カスティーリャ王国などカトリック王国のレコンキスタに対し、イスラム教の勢力を維持し、ターイファ諸国（後ウマイヤ朝滅亡後のイスラーム小王国）を援助する名目でアンダルスに影響力を及ぼそうとしばしば試みた。

### ムスリム支配の終わり
スペインのカトリック両王によりアンダルスは征服され、その後イスラム、ユダヤ教徒の強制改宗や追放が行われた。アラビア語は禁止され、又言語純化政策の中でスペイン語（カスティーリャ語）の中の大量のアラビア語語彙も排撃の対象となった。
それにもかかわらず現在のスペイン語には四千語に渡るアラビア語系語彙が残存し、又南部アンダルシアやムルシアの文化、習俗はイスラーム時代のそれを強く残している。ムスリムによってもたらされた工芸、建築技術、農業技術などはスペイン全土にその影響をとどめている。スペインを象徴するアルハンブラ宮殿は元々ナスル朝グラナダ王国の居城だった。
このことから、「カトリック両王は軍事的には確かにイスラームを征服したが、文化的には遂にイスラームを屈服させられなかった。」ともいわれる。。

## 社会

### 住民構成
西ゴート時代の住人に、移住してきたアラブ人やベルベル人が加わり、改宗や通婚が進んだ。このため、ムスリムにはムラディという社会階層が生まれた。キリスト教徒やユダヤ教徒はズィンミーとして共存がはかられ、キリスト教徒はモサラベとも呼ばれた。
西ゴート時代と比べるとユダヤ教徒の社会進出が容易となったため、ユダヤ教徒の人口が急増した。キリスト教徒は、9世紀中葉にはコルドバで殉教者が出るなどの衝突があったものの、イスラームへの改宗が続いた。改宗は後ウマイヤ朝のアブド・アッラフマーン2世の時代から積極的に行われ、相対的にキリスト教徒よりもユダヤ教徒の影響力が強まった。

### 言語
ローマ帝国の時代から続いていたラテン語は衰退し、ムスリムのアラビア語、キリスト教徒のロマンス語、ユダヤ教徒のヘブライ語が並存した。キリスト教徒が使うモサラベ語はアラビア語の影響をうけ、のちに他のイベロ・ロマンス語に影響を与えた。モサラベの中にアラビア語が広まる一方で、アラビア語もロマンス語の影響をうけ、アル・アンダルス＝アラビア語が生まれた。ロマンス語風とアラビア語風の二つの名前を持つ者も現れるようになり、こうした多言語社会は、アンダルスのみならずキリスト教が支配する地域の文芸に影響を与えた。

### 経済
イベリア半島に定住したムスリムは、イスラーム世界の先進的な農業技術を伝え、灌漑を行って農地の拡大に努めた。綿花、サトウキビ、米、桃、ザクロ、サフラン、などの東方作物の移植も進んだ。都市では繊維工業、製紙工業が盛んとなり、コルドバ、マラガ、アルメリアの絹、羊毛、ベザ、カルセナの絨毯、マラガ、バレンシアの陶器、コルドバ、トレドの武器、コルドバの皮革、ジャティバ、バレンシアの紙というように、各地で名産が産まれ、地中海沿岸の諸都市を拠点にして、エジプト、シリア、東ローマ帝国のコンスタンティノープルとの海上交易が盛んになった。アンダルスの物産は東方イスラーム世界や東ローマ帝国に輸出された。
アンダルスは奴隷貿易の中継点でもあった。スラヴ人をはじめとするヨーロッパ内部からの奴隷（サカーリバ）やアフリカからの黒人奴隷が、直接カイロあるいはバグダードへ送られるルートの他に、アンダルスを経由するルートが存在していた。アンダルスを経由する理由として、古くからの習慣によりアンダルスの港町アルメリア近くで奴隷に去勢手術を施すということがあり、施術の後東方へ送られていった。

## 文化

### 翻訳文化
コルドバを中心に図書館が建設され、多数の文献の書写や翻訳が行われた。ギリシア哲学やギリシア科学、キリスト教文書がアラビア語に訳され、ラテン語にかわってアラビア語の普及がすすんだ。コルドバはバグダードと並ぶアラビア語の翻訳文化の拠点となり、書物の取引も活発に行われ、バレンシアのハティバ（シャティバ）にはヨーロッパ初の製紙工場も作られた。当時のコルドバについては、ロスヴィータが「世界の宝飾」と表現している。
アラビア語から他の言語への翻訳もすすみ、レコンキスタの進展後も続いた。特にアルフォンソ10世治下のトレドで、アラビア語からカスティーリャ語やラテン語への翻訳が盛んであったことは有名。レコンキスタ進展中にトレドで活躍した一群の翻訳家たちを「トレド翻訳学派」、「トレドの翻訳者集団」などという。訳された書物は北方にも伝えられ、ヨーロッパ文化に影響を与えた。

### 哲学
ムスリムの哲学者では、合理的な思考を重んじたイブン・バーッジャ、小説形式の思想書「ヤクザーンの子ハイイの物語」を著したイブン・トファイル、アリストテレスの注釈書でも有名なイブン・ルシュドらが知られる。ユダヤ人の哲学者では、アリストテレスの思想とユダヤ教神学の宥和を唱えたモーシェ・ベン＝マイモーン、ゾーハルを著してトーラー解釈に影響を与えたモーシェ・デ・レオンなどが知られる。

### 科学
イスラム科学による先進的な成果がもたらされた。天文学者・数学者のザルカーリーは、天体運行表『トレド表』を制作した。中世イスラーム世界で最も偉大な外科医とも呼ばれるアブル・カースィム・ザフラーウィーは、医学百科事典『解剖の書』を著し、外科器具も考案した。植物学者・医師のイブン・バイタールは、『薬と栄養全書』や『生薬全書』を著し、植物学や薬学の発展に大きく貢献した。先進的な発明家としては、イブン・フィルナースが知られている。
イスラーム科学やアストロラーベなどの器具は、イベリア半島を訪れていたジェルベール（のちの教皇シルウェステル2世）らによって研究され、北方へ伝えられた。

### 美術・建築

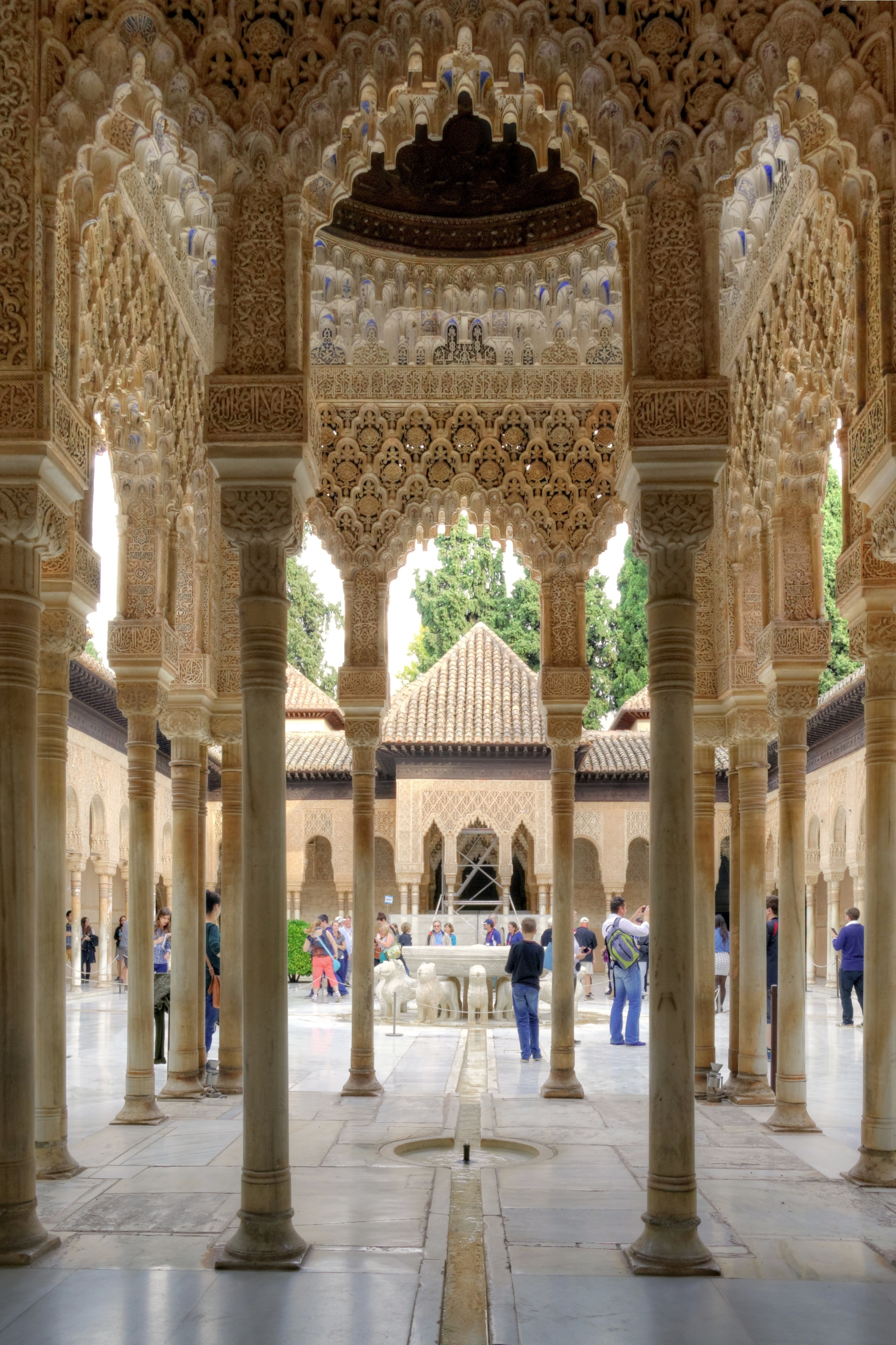
アルハンブラ宮殿のライオンの中庭

イスラーム建築の様式が、宮殿や庭園をはじめ教会やシナゴーグにも取り入れられた。なかでもコルドバに建設され、内乱で破壊されたザフラー宮殿がよく知られる。現在でも、コルドバのメスキータ、グラナダのアルハンブラ宮殿などが保存されている。
キリスト教の支配下となったのちはムデハル様式として残り、トレドのトランシト教会や、世界遺産のアラゴンのムデハル様式の建築物などに見てとれる。

### 文芸、音楽
アラビア語文芸では、アンダルス文化の創立期に生きたイブン・アブドラッビヒ、ワッラーダとの間に多くの相聞歌を残した宮廷詩人イブン・ザイドゥーン、諸国を放浪した詩人イブン・クズマーン、恋愛論の名著『鳩の頸飾り』を残した法学者イブン・ハズムなどが知られる。ヘブライ語文芸では、ヘブライ語詩にアラビア語詩の韻律を取り入れることを提唱したドゥーナシュ・ベン・ラブラート、アラビア語を参考にしてヘブライ語の叙事詩を再興したシュムエル・イブン・ナグレーラ、『ハザールの書』でも知られるイェフダ・ハレヴィなどがいる。
アンダルスでは、古典アラビア語詩をもとにしたムワッシャハという詩形も生まれた。この名はアラビア語で「飾り輪」や「飾り帯」を指すウィシャーフに由来しており、それまで単一の韻律だった詩を連節に分解してリフレインで構成した。詩形を指すムワッシャハは、やがて音楽や舞踏をともなう表現を意味するようになり、その歌い手はキヤーンと呼ばれた。バグダードの音楽家マウスィリーに破門された歌手のズィルヤーブは、アンダルスに東方の音楽を伝え、さらに独自の音楽文化を編み出した。ウードの弦を4弦から5弦に変え、のちのリュートの原型ともなっている。
アンダルスの時代にはロマンス語のアラビア文字表記も広まり、レコンキスタの終了後は、モリスコによるアルハミヤー文学が生まれた。セルバンテスの小説『ドン・キホーテ』には、物語の原文はアラブの歴史家によって書かれたという設定があり、セルバンテスが原文を解読するためにモリスコをさがすという場面がある。